# Akyn
Akyn o aqyn (in kazako ақын?; in kirghiso акын?; in entrambe le lingue trascritto come aqın o اقىن) sono poeti e cantanti che si esibiscono improvvisando su temi di attualità e popolari. Gli akyn sono diversi dagli zhirau o dai manaschy, che sono cantastorie di poemi epici.
Negli aytysh, gli akyn improvvisano nella forma del recitativo, normalmente accompagnandosi con uno strumento come il dombra (tra i kazaki) o il qomuz (tra i kirghisi). Considerando lo stile di vita nomade e l'analfabetismo della maggior parte della popolazione rurale, in Asia centrale, in epoca pre-Sovietica, gli akyn hanno svolto un ruolo importante in termini di espressione dei pensieri e dei sentimenti delle persone, esponendo i vizi sociali e glorificando gli eroi.
Gli akyn moderni possono anche pubblicare le loro liriche e poesie originali.